# 제6함대 (일본)
제6함대(일본어: 第六艦隊 다이 로쿠 칸타이[*])는 태평양 전쟁 기간 중의 1940년 11월 15일부터 1945년 9월 2일까지 존재했었던 각지에 흩어져 있던 잠수함 부대를 통합해서 운용하기 위해 편성된 일본 제국 해군의 함대였다. 미국 서해양방면, 인도양 방면 오스트레일리아 동양방면에서의 정찰 및 점감 요격을 맡았다.

## 역사
태평양 전쟁 시작 당시 하이와 방면의 정찰, 잠수정에 의한 진주만 돌입, 동태평양에서의 통상파괴, 오스트레일리아에서의 기뢰 매설에 종사하였다. 그러나 진주만 공격의 성공에 의해 주 목적인 점감 요격의 필요성이 떨어지고, 오스트레일리아 동해나 인도 양에서의 통상파괴에 중점을 두게 되었다 시드니 및 디에고수아레즈로의 잠수정 돌입, 진주만 폭격을 집행한 2식 비행정에 해상보급활동 등, 잠수함 특성을 살린 특수 활동에도 종사하였다.
피낭섬을 거점으로 삼아 계속하고 있던 인도 해 방면의 통상파괴 활동에 독일 잠수부대도 참가하여 어느 정도의 성과를 올렸으나, 대본영은 그러한 필요성을 느끼지 못하고 이전과 다를바없이 점감 요격 작전에 잠수함을 쓰는 방침을 고수하였다.
솔로몬 제도 공방에 관해 연합군 기지가 있는 에스피리투산토섬이나 누벨칼레도니로의 정찰 임무에 종사했으나, 엄중한 경계로 속속들이 격침되었다. 구축함에 의한 "쥐 수송"(ネズミ輸送 네즈미 유소[*])도 어려워진 말기에는 잠수함에 의한 "두더지 운송"(モグラ輸送 모구라 유소[*]) 에 차출되어 피해가 속출했다. 결국 솔로몬 제도에서 철수하여 콰잘레인 환조를 거점으로 삼고 남양 군도의 경계를 담당하였다. 허나 그 무렵의 연합국은 헌터킬러단 전술을 채용하고 소나를 개량, 헤지혹 개발로 대잠전술이 확립되어 격침되는 배가 속출했다. 1944년 2월에 콰젤레인 환조도 점령되어 함대는 일본 본토로 귀환하였다.
사이판 전투에 따른 지상전에 따라 섬에 남은 제독을 구출하러 갔다. 사이판에 남으려는 다카기 다케오 사령장관의 의지를 무시한 구출작전에 차출되었으나, 도달할때까지 격침되는 배가 속출했다. 사태를 알아차린 타카기 사령장관은 작전 중지를 바라며 다른 제독들과 함께 전사하였다.
마리아나 해전, 레이테만 전투에서 정찰부대로서 파견되었으나, 무선통신의 방수나 초계선의 간파로 최전선에서 요격부대로서의 임무를 마치지 못했다.
1944년 11월 8일, 인간어뢰 가이텐의 실전 투입이 시작되어 가이텐 모함으로서 잠수함을 운용하였다. 종전까지 28회나 출격하였다.
울리시 환초 폭격을 목표로 출격한 이400과 이401은 종전 조칙을 받고 되돌아가, 1945년 9월 2일 미국군의 감시 아래에 요코스카 항에 귀환하여 제6함대의 모든 활동을 마쳤다. 종전까지 공격을 했던 함정부대였다.

## 구조

### 지휘부
| 계급 | 성명            | 취임             | 이임            |
| ---- | --------------- | ---------------- | --------------- |
| 중장 | 히라타 노보루   | 1940년 11월 15일 | 1941년 7월 20일 |
| 중장 | 시미즈 미쓰미   | 1941년 7월 21일  | 1942년 3월 15일 |
| 중장 | 코마쓰 데루히사 | 1942년 3월 16일  | 1943년 6월 20일 |
| 중장 | 다카기 다케오   | 1943년 6월 21일  | 1944년 7월 9일  |
| 중장 | 미와 시게요리   | 1944년 7월 10일  | 1945년 4월 30일 |
| 중장 | 다이고 다다시게 | 1945년 5월 1일   | 1945년9월15일   |

| 계급 | 성명            | 취임             | 이임             |
| ---- | --------------- | ---------------- | ---------------- |
| 소장 | 이치오카 히사시 | 1940년 11월 15일 | 1941년 1월 5일   |
| 소장 | 미토 히사오     | 1941년 1월 6일   | 1942년 10월 21일 |
| 소장 | 시마모토 규고로 | 1942년 10월 22일 | 1943년 11월 14일 |
| 소장 | 니시나 고조     | 1943년 11월 15일 | 1944년 12월 20일 |
| 소장 | 사사키 한큐     | 1944년 12월 21일 | 1945년 9월 15일  |

### 전투 서열
- 일본 제국 해군의 전투 서열 (1941년 12월 10일)#제6함대, 태평양 전쟁 시작
- 일본 제국 해군의 전투 서열 (1942년 7월 14일)#제6함대, 미드웨이 해전 이후
- 일본 제국 해군의 전투 서열 (1944년 4월 1일)#제6함대, 전시체제제도 개정 이후
- 일본 제국 해군의 전투 서열 (1945년 6월 1일)#제6함대, 말기

#### 1939년
해군 소연습을 위한 임시 편성. 해군 사령공보(辞令公報) (부내한=대외비) 제352호에 따른다.
- 사령부
  - 사령장관: 중장 스미야마 도쿠타로
  - 참모장: 소장 소노다 시게
- 부대
  - 제13전대
  - 제3수뢰전대
  - 제3잠수전대: 소장 히구치 슈이치로
  - 제40소해대
  - 제10방비대
  - 제11통신대

#### 1940년 11월 15일
- 기함 : 카토리
- 제1잠수전대 : 다이게이, 이20
  - 제1잠수대 : 이15, 이16, 이17
- 제2잠수전대 : 이스즈
  - 제11잠수대 : 이74, 이75
  - 제12잠수대 : 이68, 이69, 이70
  - 제20잠수대 : 이71, 이72, 이73
- 제3잠수전대 : 다이게이, 이20
  - 제7잠수대 : 이1, 이2, 이3
  - 제8잠수대 : 이4, 이5, 이6

## 참전
- 태평양 전쟁
  - 마리아나·팔라우 제도 전역
    - 사이판 전투
    - 마리아나 해전

  - 필리핀 전역 (1944년~1945년)
    - 레이테만 전투

## 참고
- Boyd, Carl (1995). 《The Japanese Submarine Force and World War II》 (영어). 미국 해군 출판국. ISBN 1-55750-015-0.
- D'Albas, Andrieu (1965). 《Death of a Navy: Japanese Naval Action in World War II》 (영어). Devin-Adair Pub. ISBN 0-8159-5302-X.
- Dull, Paul S. (1978). 《A Battle History of the Imperial Japanese Navy, 1941-1945》 (영어). 미국 해군 출판부. ISBN 0-87021-097-1.
- Polmar, Norman (1978). 《Submarines of the Imperial Japanese Navy》 (영어). 미국 해군 출판부. ISBN 0-87021-682-1.
- 니시다 히로시. “Imperial Japanese Navy” (일본어). 2013년 1월 30일에 원본 문서에서 보존된 문서. 2007년 2월 25일에 확인함.
- Parshall, John. “Submarines of the Imperial Japanese Navy” (영어). 2007년 8월 25일에 확인함.